# Pierre-Charles Bridan
Pierre-Charles Bridan (Parigi, 10 novembre 1766 – Versailles, 4 agosto 1836) è stato uno scultore francese.
Figlio dello scultore Charles-Antoine Bridan, come il padre conseguì il Prix de Rome nel 1791.
Intorno al 1812 partecipa alla progettazione dell'Elefante della Bastiglia, una fontana monumentale in Place de la Bastille a Parigi.

## Biografia
Pierre-Charles Bridan nacque a Parigi il 10 novembre 1766, figlio di Charles-Antoine Bridan, scultore del re, e di sua moglie Marguerite Vintel. Fu battezzato il giorno successivo nella parrocchia di san Sulpizio.
Allievo del padre, vinse il secondo grand prix per la scultura nel 1789 e il primo Grand prix nel 1791. In seguito ricevette il diploma di allievo scultore all'Accademia di Francia a Roma e partì per l'Italia. Il 25 settembre 1798 si trovava ancora a Roma, perché in quella data firmò una lettera indirizzata al Ministro degli Interni dai borsisti dell'Accademia per chiedere il diritto di indossare il costume ufficiale, richiesta che, per inciso, non ebbe alcun esito.
Tornato a Parigi nel 1799, iniziò a esporre al Salon di quell'anno. Successivamente, lavorò alla Colonna della Grande Armata e all'Arco di Trionfo del Carrousel, scolpì diverse opere commissionate dal governo e vinse il gran premio di scultura offerto dal re Luigi XVIII al Salon del 1819 con una figura di Epaminonda, oggi conservata al Museo del Louvre. Realizzò il colossale elefante in gesso che si trovava in Place de la Bastille fino alla Rivoluzione del 1830.
Morì a Versailles il 4 agosto 1836.

## Opere scelte
- Busto di Tiziano
- Duguesclin
- Bossuet
- Dodici bassorilievi della Colonna Vendôme
- Epaminonda morente